# Кармелла (рестлер)
Лиа Ван Дейл (англ. Leah Van Dale; род. 23 октября 1987, Вустер, Массачусетс) — американская рестлерша, выступающая в WWE на бренде Raw под именем Кармелла.
В июне 2017 года Кармелла стала победительницей первого в истории женского матча Money in the Bank, а уже в апреле следующего года, успешно реализовала контракт, став чемпионкой WWE SmackDown среди женщин.

## Ранняя жизнь
Родилась в семье Пола Ван Дейла, тренера по смешанным боевым искусствам, а также бывшего рестлера, выступавшего в World Wrestling Federation под именем Пол Ванделло, где он отыгрывал роль джоббера. Лия выросла в городе Спенсер, где она окончила школу в 2006 году, а позже поступила в университет Массачусетса (University of Massachusetts Dartmouth). С 2007 по 2010 год, Ван Дейл была чирлидершей клуба по американскому футболу «Нью-Ингленд Пэтриотс».

## Карьера в рестлинге
Лия должна была стать участницей шоу WWE Tough Enough в 2010 году, но в последний момент она отказалась от участия, в связи с приглашением работать чирлидершей в Лос-Анджелесе. Тем не менее, Ван Дейл всё же подписала контракт с WWE, дебютировав на телевидении в сентябре 2014 года. Тогда она отыгрывала роль парикмахера в сегменте с Колином Кэссэди и Энцо Аморэ, в будущем став менеджером этой команды. Первый бой провела через месяц после дебюта, 16 октября на шоу NXT, в котором победила Леву Бэйтс.

### Женская чемпионка SmackDown (2016—2018)
Став известной под именем Кармелла, Ван Дейл была задрафтована брендом SmackDown в июле 2016 года. Уже через неделю она совершила дебют в основном ростере WWE. Через год, Кармелла была втянута в сюжет с Джеймсом Эллсвортом, которого она посчитала «очень привлекательным мужчиной». Позже, Джеймс стал сопровождать Кармеллу на её боях, фактически, став её менеджером. 18 июня, Эллсворт вмешался в матч по правилам «Деньги в Банке», после чего сорвал кейс, и передал его Кармелле. Но уже в ноябре, она прекратила отношения с Джеймсом Эллсвортом после поражения Бекки Линч. Спустя 287 дней после победы на Money In The Bank, она успешно реализовала контракт, отобрав пояс у Шарлотт Флэр. 20 августа 2018 года, Кармелла проиграла пояс в матче тройной угрозы всё той же Шарлотт Флэр. Так же, в матче принимала участие Беки Линч. На этом, её чемпионский рейн закончился. Он продлился 131 день.

### Raw, женское командное чемпионство WWE (2021 — н.в.)
Во время Драфта 2021 года была переведена на Raw, где так же была объявлена участницей турнира «Королева Ринга». В полуфинале турнира была элимнирована Зелиной Вегой, которая и выиграла трунир и с которой позжей объединилась в команду.
На первом выпуске Raw после Survivor Series 2021 в команда с Королевой Зелиной победили Рию Рипли и Никки Эш и стали новыми женскими командными чемпионками WWE.
На премиум-шоу Money in the Bank получила возможность провести матч за Женское чемпионство Smackdown против Бьянки Билэйр, но проиграла матч.

## Личная жизнь
До 2017 года состояла в отношениях с коллегой по WWE Уильямом Моррисси (Биг Кэсс).
В октябре 2021 года звезды WWE Кармелла и Кори Грейвс объявили о своей помолвке после двух лет знакомства. Они поженились 7 апреля 2022 года. 31 октября 2022 года она сообщила в своем аккаунте в Instagram, что у нее была внематочная беременность, которая закончилась выкидышем.

## Титулы и награды
- WWE
  - Чемпион WWE SmackDown среди женщин (1 раз)
  - Командное чемпионство WWE среди женщин (1 раз — с Королевой Зелиной)
  - Чемпион WWE 24/7 (2 раза)
  - Money in the Bank — (женский, 2017)
  - Mixed Match Challenge — (второй сезон, 2018) — с Р-Труфом
  - Женская королевская битва WrestleMania — (WrestleMania 35, 2019)
- Pro Wrestling Illustrated
  - 7 место из 100 в списке лучших женщин-рестлеров 2017 года